# Ljubač, Ražanac
Ljubač je naselje na Hrvaškem, ki upravno spada pod občino Ražanac Zadrske županije.
Naselje s starim stisnjenim jedrom kamnitih hiš leži na obali Ninskega zaljeva ob velik in slikoviti Ljubački vali okoli 17 km severovzhodno od Zadra. Na griču severno od naselja so ostanki ilirskega gradišča Venac, v okolici pa ilirski grobovi in grobovi iz zgodnjega srednjega veka.  V 13. stoletju se v starih listinah omenja na rtu Ljubljana stoječa utrdba templjarjev castrum Liubae. Ostanki te utrdbe so še danes vidni. Na istem mestu se nahajajo še ruševine romanske cerkvice sv. Marije postavljene na prehodu iz 12. v 13. stoletje. Južno od naselja stoji srednjeveška cerkvica sv. Ivana. V samem naselju stoji župnijska cerkev sv. Martina postavljena v začetku 19. stoletja. Leta 1401 je Ljubač zavzel L. Aldemarisco namestnik kralja Ladislava I. Neapeljskega. V 16. stoletju, ko so potekale turško-beneše vojne je bil Ljubač ena od pomembnejših beneških utrdb na ninskem področju. Od konca 16. stoletja so se tu naseljevali begunci s področij pod turško oblastjo.

## Demografija
| Pregled števila prebivalcev po letih | Pregled števila prebivalcev po letih | Pregled števila prebivalcev po letih | Pregled števila prebivalcev po letih | Pregled števila prebivalcev po letih | Pregled števila prebivalcev po letih | Pregled števila prebivalcev po letih | Pregled števila prebivalcev po letih | Pregled števila prebivalcev po letih | Pregled števila prebivalcev po letih | Pregled števila prebivalcev po letih | Pregled števila prebivalcev po letih | Pregled števila prebivalcev po letih | Pregled števila prebivalcev po letih | Pregled števila prebivalcev po letih |
| ------------------------------------ | ------------------------------------ | ------------------------------------ | ------------------------------------ | ------------------------------------ | ------------------------------------ | ------------------------------------ | ------------------------------------ | ------------------------------------ | ------------------------------------ | ------------------------------------ | ------------------------------------ | ------------------------------------ | ------------------------------------ | ------------------------------------ |
| 1857                                 | 1869                                 | 1880                                 | 1890                                 | 1900                                 | 1910                                 | 1921                                 | 1931                                 | 1948                                 | 1953                                 | 1961                                 | 1971                                 | 1981                                 | 1991                                 | 2001                                 |
| 217                                  | 0                                    | 200                                  | 179                                  | 190                                  | 220                                  | 630                                  | 542                                  | 584                                  | 627                                  | 626                                  | 607                                  | 594                                  | 703                                  | 455                                  |